# Фанеромени (Крит)
Монастырь Фанероме́ни (греч. Μονή Φανερωμένης) — горный мужской монастырь Иерапитнийской и Ситийской митрополии Критской автономной православной церкви Константинопольского патриархата, расположенный близ города Айос-Николаос на острове Крит, в Греции.
Горный монастырь расположен в 20 км от города Айос-Николаос и в 25 км от Иерапетра, близ Кало Хорьо, не доезжая до археологической зоны минойского поселения Гурнья.
Самые древние постройки относятся к XV—XVI векам. Монастырская церковь расположена в пещере скалы. Главной святыней обители является икона Божией Матери Фанеромени, а престольным праздником — Успение Божией Матери (15 августа). В этот день монастырь посещают тысячи паломников.

## Игумены
- архимандрит Кирилл (Диамандакис)